# 840er
Portal Geschichte | Portal Biografien | Aktuelle Ereignisse | Jahreskalender | Tagesartikel

◄ |
8. Jh. |
9. Jahrhundert
| 10. Jh. | ►

◄ |
810er |
820er |
830er |
840er
| 850er | 860er | 870er | ►

840 |
841 |
842 |
843 |
844 |
845 |
846 |
847 |
848 |
849

## Ereignisse
- 843: Die Enkel Karls des Großen (Ludwig der Deutsche, Karl der Kahle und Lothar I.) teilen sein Reich im Vertrag von Verdun auf.
- 845: Die Wikinger plündern Paris und zerstören Hammaburg (Hamburg); Bremen wird daraufhin Sitz des Erzbistums Hamburg.
- 847: Leo IV. befestigt die Leostadt (das vatikanische Viertel).
- 849: Seeschlacht von Ostia.